# 愛と死の砂時計
『愛と死の砂時計』（あいとしのすなどけい）は集英社『別冊マーガレット』1973年8月号に掲載された和田慎二による漫画作品。

## 概要
和田慎二のメインキャラである「神恭一郎」のデビュー作品。主人公である女子高生と親友とクラスメイトが、殺人罪で死刑を宣告された婚約者の無実を証明するために奔走する。
作者曰く「元々は『犯人はお前だ!!』系の作品だったが、それではインパクトが弱いし何度も読み返せず飽きられてしまうと編集者に言われてしまった。さまざま熟考していく内、中盤～後半部分から先に犯人を明かし、その犯人の手口をどうやってあぶりだしてゆくか、という倒叙ものになった。この作品が自分のミステリの主流になっていった」という。作品内容はコーネル・ウールリッチ（ウィリアム・アイリッシュ）の『幻の女』が元ネタ。
警察と共に現場で保本を待ち伏せして「犯人はお前だ!」と手錠をかけて警察に引き渡し、翻って「お前は犯人じゃない!」と獄中の保本に正反対の言葉を言い切り、神恭一郎は逮捕前と逮捕後とで不一致のキャラクターとなった。

## あらすじ
女子高生・雪室杳子（ゆきむろ ようこ）は高校の友達に祝福されて、恋人である担任教師・保本登と結婚する筈だった。ところが、式の直前に2人の交際と結婚に反対していた「東雲学園高等学校」の学園長が何者かに惨殺される。その容疑者として保本が学園長に護衛を依頼された私立探偵・神恭一郎に「お前は学園長を殺して逃げ出した後でこのライターを落としたことに気がつき、ここに取りに戻って来た。」と見ていたような作り話で犯人だと決めつけられて逮捕され、死刑判決を受けてしまう。自身で手錠をかけておきながら早すぎる判決に裏に何かあると考えた神、親友・紅崎麻矢やクラスメイトと共に登の無実を証明しようとする杳子だったが、その証人となる人物は次々と何者かに殺害されてしまう。保本が学園長を殺害して学校を飛び出したと証言した用務員は後頭部を殴打されて殺され、T海岸のオーナーが死んだために打ち捨てられた水族館の空腹を強いられる魚に遺体を貪られるという最も惨い扱いだった。保本の死刑が執行される当日、杳子と神は犯人をあぶり出すために罠を仕掛ける。真犯人を告げられ信じたくなかった杳子だが、強力な証人になり得る紫の服の少女に変装した自身を殺そうとしたことで証明されてしまう。実は、真犯人は親友だと信じた麻矢だった。彼女は「友を装う敵」だったのである。
学園長は昔、紅崎社長の家で赤ちゃんだった頃の麻矢（杳子）の乳母をしており、貧乏を苦に心中した娘夫婦が残した孫娘を抱えて途方に暮れ、魔が差して2人の赤ちゃんをすり替えて真の麻矢である杳子を孤児院の前に捨てたのだった。自責の念は大きくなるばかりで物心ついた麻矢に祖母だと名乗りをあげ、罪滅ぼしのつもりで杳子を援助していたが、麻矢を引き取って2人で暮らせるだけの蓄えはあるからと保本に間に立って貰って紅崎夫妻に打ち明けて杳子を返し、麻矢と共に生きる覚悟を決めたのだった。しかし、紅崎夫妻を両親と慕い今の生活を失うまいとする麻矢にとっては身勝手すぎる選択だったため、反発が殺意に発展すると予想して神に護衛を依頼しながらも孫だと油断した隙を突かれて学園長は麻矢に絞殺された。用務員が保本に容疑がかかる偽証を行ったことにより、想いを拒まれた片恋の逆恨みもこめて死刑に追いやり、彼の心を奪った杳子を苦しめる復讐を実行することを麻矢は決意した。
その後も先手を打って事件解決と自身の破滅に繋がる手がかりになり得る人物の抹殺を行った麻矢だったが、死刑前日までなす術がなく後手後手に回る状況に疑問を抱き原点に戻って再調査により神は麻矢が真犯人だと見破り、その事実を告げられても信じたくなかった杳子と協力して罠に嵌めて真相が暴かれて保本の無実は証明された。死刑執行の日が迫る中で保本が自身の無実を証明できるかもしれないと神の友人で別マのまんがスクールで勉強した漫画家・岩田慎二が似顔絵を描いた自殺未遂の紫の服と香りのするペンダントをした少女は紅崎家と似たような複雑な家の出自であり、一旦は保本の説得で自殺を思いとどまったかに思われるも結局は再び自殺を図り亡くなっていたことが事件解決後に明らかになる。その陰で、殺人に殺人を重ねなければならない状況に追いつめられた麻矢の悲劇があり、彼女もまた実の祖母により運命を狂わされた被害者だった。

## 書籍情報

### コミックス
愛と死の砂時計
1974年4月20日発売 ISBN 4-08-850150-0 〈マーガレット・コミックス〉集英社
- 姉貴は年した!?（1972年 別冊マーガレット8月号）
- パパとパイプ（1973年 別冊マーガレット6月号）
- 兄貴にさようなら（8版まで掲載されていた作品。聾唖者に対する差別と受け止められる部分があったため、9版以降は下記の「パパ!」に差し替えられた）
- パパ!（1971 別冊マーガレット9月号 ※デビュー作）

銀色の髪の亜里沙
2000年3月8日発売 ISBN 4-88653-138-5 〈STコミックス〉大都社
- 銀色の髪の亜里沙（別冊マーガレット1973年4月号、5月号）
- メイキング①
- お嬢さん社長奮戦中!!（デラックスマーガレット1972年春の号）
- 姉貴は年下!?（別冊マーガレット1972年8月号）
- 冬の祭（デラックスマーガレット1971年冬の号）
- メイキング②
- 愛と死の砂時計（別冊マーガレット1973年8月号）
- メイキング③

和田慎二傑作選 砂時計は血の匂い
2017年4月14日発売 ISBN 978-4-253-10782-2 〈書籍扱いコミックス〉秋田書店
- 愛と死の砂時計（別冊マーガレット1973年8月号）
- イラストギャラリー☆「愛と死の砂時計」カット&メイキング
- 美内すずえ スペシャル企画
- 〈オール描き下ろし〉和田慎二トリビュートイラスト集
- イラストギャラリー☆神恭一郎&和田慎二etc．
- Memory of Jin Kyoichiro
- オレンジは血の匂い（別冊マーガレット1974年12月号）
- イラストギャラリー☆「オレンジは血の匂い」カット&メイキング
- パニック・イン・ワンダーランド（マンガファンロード1号 1985年（昭和60年）5月25日）
- パニック・イン・ワンダーランドの裏側
- バラの追跡（別冊マーガレット1974年5月号）
- イラストギャラリー☆「バラの追跡」カット&メイキング、下絵